# Diadelia fuscostictica
Diadelia fuscostictica is een keversoort uit de familie van de boktorren (Cerambycidae). De wetenschappelijke naam van de soort werd voor het eerst geldig gepubliceerd in 1958 door Báguena & Breuning.